# YAH-63 (航空機)
YAH-63
YAH-63A
- 用途：対戦車・対地攻撃
- 分類：試作攻撃ヘリコプター
- 製造者：ベル・ヘリコプター
- 運用者： アメリカ合衆国（アメリカ陸軍）
- 初飛行：1975年10月1日
- 生産数：2機
- 運用状況：試作のみ

YAH-63とは、ベル・ヘリコプターによって開発された試作攻撃ヘリコプター。ベルの社内名称は「Bell Model 409（モデル409）」。

## 概要
アメリカ陸軍はベトナム戦争でのAH-1 コブラの運用実績を受けて、本質的にはUH-1からの改造機であるAH-1に替わる、基礎から「戦闘攻撃ヘリコプター」として設計された後継機を新たに導入する「AAH（Advanced Attack Helicopter：発達型攻撃ヘリコプター）計画」を立案し、要求仕様を国内のメーカー各社に提示した。

## 開発

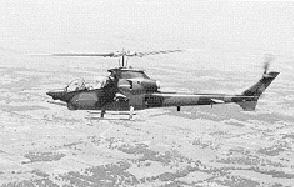
Bell Model309

これに応募するために、AAH計画に先だって行われていた「AAFSS（Advanced Aerial Fire Support System：新型空中火力支援システム）計画に応募するためにベル社が自主開発したが結局採用を見送られた「Bell Model209（ベル モデル209、後のAH-1G ヒューイコブラ）」を基にして更に発展させた、「Bell Model309 “KingCobra”（ベル モデル309 キングコブラ）」の設計を基に開発されたものが、「Bell Model409」である。
Model409はアメリカ陸軍によってヒューズ・エアクラフトの設計案（後のYAH-64）と並んで採用され、「YAH-63」の仮制式名称が与えられて試作機2機の製作が開始され、同じく試作機が製作されたYAH-64との比較試験が行われた。
試作機の示した性能は要求仕様に対して十分なものであったが、比較試験の結果YAH-64がより優位であると判断され、YAH-63は不採用となった。そのため、試作型2機のみの生産で開発は終了した。

## 性能・主要諸元
- 全長 13.6 m
- 全高 4.1 m
- 主回転翼直径：14.6m
  - 主回転翼回転面積：168.1 m2
- 自重/最大離陸重量：2,993kg / 4,500 kg
- 発動機：GE T700 ターボシャフトエンジン（出力：1,300 kW）2基
- 実用最大速度：338 km/h
- 実用上昇高度：3,720 m
- 上昇力：8.2 m/s
- 航続距離：587 km
- 武装
  - M197 20mm3銃身ガトリング砲（機首下面ターレット）装弾数：750発
    - 試作機の搭載武装、生産型では XM188 30mm3銃身ガトリング機関砲 に変更の計画

  - BGM-71 TOW 対戦車ミサイル
  - ハイドラ70 2.75inロケット弾
- 乗員：2名（操縦士及び副操縦士兼射撃手）